# Fabián Ruiz
Fabián Ruiz Peña (ur. 3 kwietnia 1996 w Los Palacios y Villafranca) – hiszpański piłkarz, występujący na pozycji pomocnika we francuskim klubie Paris Saint-Germain oraz w reprezentacji Hiszpanii. Zwycięzca Mistrzostw Europy 2024. Wychowanek Realu Betis, w swojej karierze grał także w Elche CF oraz SSC Napoli.

## Kariera klubowa
Fabián dołączył do szkółki Realu Betis w 2004 w wieku 8 lat, wcześniej zaś trenował również w EF La Unión de Los Palacios. W lipcu 2014 został włączony do drużyny rezerw, w barwach której zadebiutował 21 września tego samego roku podczas przegranego 1:4 meczu z Marbellą.
13 grudnia 2014 rozegrał swój pierwszy mecz w barwach pierwszego zespołu – zastąpił Xaviego Torresa w 51. minucie wygranego 1:0 spotkania z CD Lugo. W całym sezonie 2014/15 wystąpił w sumie w sześciu spotkaniach i awansował wraz z drużyną do Primera División. 23 sierpnia 2015 Fabián zanotował pierwszy mecz w hiszpańskiej ekstraklasie zastępując Alfreda N’Diaye podczas zremisowanego 1:1 spotkania z Villarrealem. 23 grudnia 2016 przedłużył swój kontrakt do 2019, a następnie został od razu wypożyczony do drugoligowego wówczas Elche CF. To właśnie w barwach tego klubu zdobył pierwszą bramkę na zawodowych boiskach podczas wygranego 3:1 meczu z Gimnàstikiem Tarragona, zaś sezon 2017/18 zakończył w sumie z 18 występami, ale nie uchronił Elche od degradacji. 30 kwietnia 2018 Fabián ustalił wynik spotkania z Málagą na 2:1, zapewniając tym samym Betisowi awans do Ligi Europy UEFA.
5 lipca 2018 Fabián zdecydował się opuścić ojczyznę i podpisał pięcioletni kontrakt z włoskim SSC Napoli.

## Statystyki kariery
(aktualne na dzień 30 sierpnia 2022)
| Klub               | Sezon              | Liga               | Liga  | Liga   | Puchar kraju | Puchar kraju | Europa | Europa | Suma  | Suma   |
| Klub               | Sezon              | Liga               | Mecze | Bramki | Mecze        | Bramki       | Mecze  | Bramki | Mecze | Bramki |
| ------------------ | ------------------ | ------------------ | ----- | ------ | ------------ | ------------ | ------ | ------ | ----- | ------ |
| Real Betis         | 2014/15            | Segunda División   | 6     | 0      | 0            | 0            | –      | –      | 6     | 0      |
| Real Betis         | 2015/16            | Primera División   | 12    | 0      | 2            | 0            | –      | –      | 14    | 0      |
| Real Betis         | 2016/17            | Primera División   | 4     | 0      | 1            | 0            | –      | –      | 5     | 0      |
| Elche CF (wyp.)    | 2016/17            | Segunda División   | 18    | 1      | 0            | 0            | –      | –      | 18    | 1      |
| Real Betis         | 2017/18            | Primera División   | 34    | 3      | 1            | 0            | –      | –      | 35    | 3      |
| SSC Napoli         | 2018/19            | Serie A            | 27    | 5      | 2            | 1            | 11     | 1      | 40    | 7      |
| SSC Napoli         | 2019/20            | Serie A            | 33    | 3      | 5            | 1            | 8      | 0      | 46    | 4      |
| SSC Napoli         | 2020/21            | Serie A            | 33    | 3      | 1            | 0            | 8      | 1      | 42    | 4      |
| SSC Napoli         | 2021/22            | Serie A            | 32    | 7      | 1            | 0            | 5      | 0      | 38    | 7      |
| PSG                | 2022/23            | Ligue 1            | 27    | 3      | 3            | 0            | 7      | 0      | 37    | 3      |
| PSG                | 2023/24            | Ligue 1            | 21    | 1      | 5            | 2            | 9      | 0      | 35    | 3      |
| PSG                | 2024/25            | Ligue 1            | 30    | 4      | 7            | 0            | 17     | 1      | 54    | 5      |
| Ogólnie w karierze | Ogólnie w karierze | Ogólnie w karierze | 277   | 30     | 28           | 4            | 65     | 3      | 370   | 37     |

## Sukcesy

### Real Betis
- Segunda División: 2014/2015

### SSC Napoli
- Puchar Włoch: 2019/2020

### Reprezentacyjne
- Mistrzostwo Europy: 2024
- Mistrzostwo Europy U-21: 2019

### Indywidualne
- Najlepszy zawodnik Mistrzostw Europy U-21: 2019
- Drużyna turnieju Mistrzostw Europy U-21: 2019